# Метиленова ланка

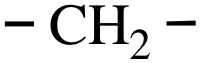
Метиленовий місток (метандіілова група)

В органічній хімії метиленовий міст, метиленовий проміжок або метандиїлова група є будь-якою частиною молекули з формулою −CH2− ; а саме, атом вуглецю, який приєднаний до двох атомів водню та одинарними зв’язками пов'язаний із двома іншими ,відмінними від водню, атомами в решті молекули. 
Це повторювана одиниця в скелеті нерозгалужених алканів .
Метиленова ланка також може діяти у якості бідентатного ліганду, що з’єднує два метали в координаційну сполуку, наприклад титан і алюміній у реактиві Теббе . 
Метиленовий місток часто називають метиленовою групою або просто метиленом, як «метиленхлорид» ( дихлорметан CH
2Cl
2 ). Як ланка в інших сполуках, наприклад у циклічних сполуках, він може мати назву метано. 
Однак термін метиліденова група (не плутати з терміном метиленова група або карбенметиліден ) належним чином відноситься до CH
2 групи, тільки коли вона з’єднана з іншою частиною молекули подвійним зв’язком (=CH2), надаючи йому хімічні властивості, які є відмінними від властивостей місткової CH
2 групи.

## Реакції
Сполуки, які мають метиленову ланку, розташовану між двома сильними електроноакцепторними групами (такими як нітро, карбонільні або нітрильні групи), іноді називають активними метиленовими сполуками. Обробка їх сильними основами може утворювати еноляти або карбаніони, які часто використовуються в органічному синтезі . Приклади включають конденсацію Кневенагеля та синтез малонового ефіру . 

## Приклади
Приклади сполук, які містять метиленові містки, включають:

Малонова кислота
Ацетилацетон
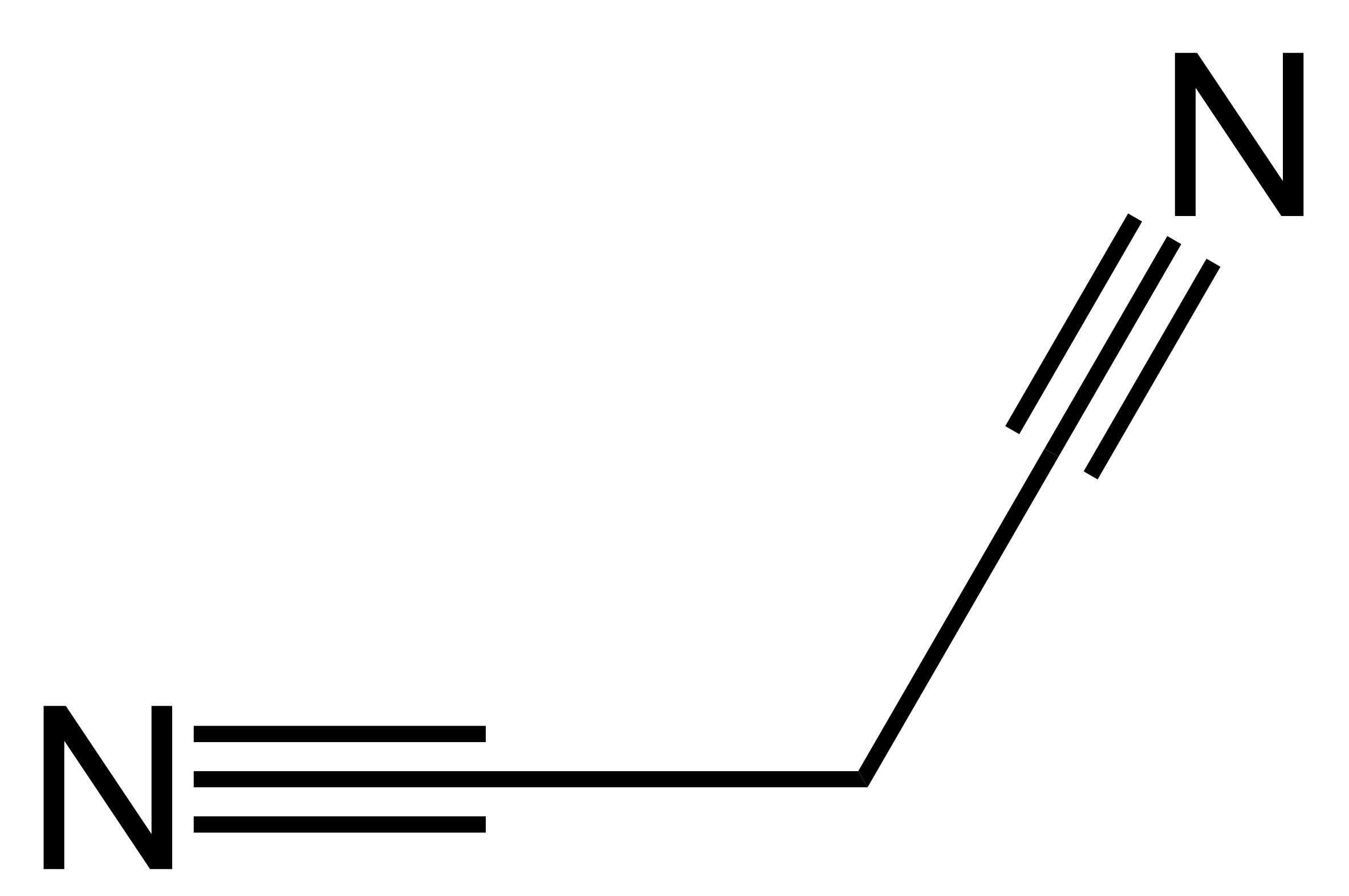
малононітрил

## Дивіться також
- Метильна група
- Метиленова група
- Метин